# گزارش، نقطه صفر
گزارش، نقطهٔ صفر نام یک مجموعهٔ تلویزیونی ایرانی به کارگردانی «محسن شاه‌محمدی» است که در سال ۱۳۷۱ تولید و در سال ۱۳۷۲ خورشیدی از شبکه ۱ سیمای جمهوری اسلامی ایران  پخش گردید.

## خلاصه داستان
این مجموعه تلویزیونی، درباره درگیری یک افسر پلیس با تشکیلات بزرگ و قدرتمندی از قاچاقچیان مواد مخدر است.

## بازیگران و عوامل تولید

### بازیگران
- محمدعلی کشاورز
- جمشید مشایخی[۱]
- مهری ودادیان[۱]
- ثریا حکمت[۱]
- چنگیز وثوقی[۱]
- حسین خانی‌بیک
- جهانگیر فروهر
- مرجانه گلچین
- محمود دینی
- نرسی گرگیا
- محرم بسیم
- غلامرضا اصانلو
- علی امجدی
- امیر وطن‌زاد

### عوامل تولید
- نویسنده و کارگردان: محسن شاه‌محمدی
- تصویربردار: منصور آذرگل
- تدوین: محسن شاه‌محمدی
- موسیقی: انتخابی
- تهیه‌کننده: اصغر زائری
- فرمت پرونده: ویدئویی
- مدت زمان: ۱۲۷ دقیقه
- تعداد قسمت‌ها: ۱۳ قسمت
- محصول: گروه اجتماعی شبکه ۱ سیمای جمهوری اسلامی ایران و نیروی انتظامی جمهوری اسلامی ایران
- سال تولید: ۱۳۷۱